# Mayumba

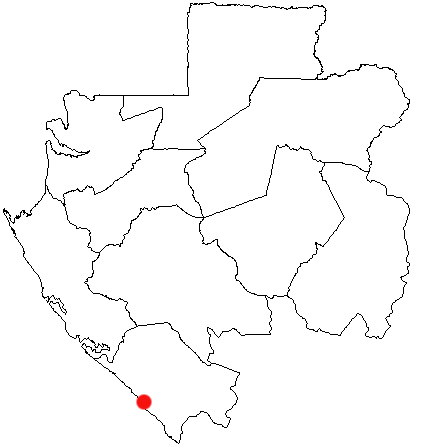
Localização de Mayumba, no Gabão.

Mayoumba ou Mayumba é uma cidade na costa do Oceano Atlântico do Gabão. É conhecida por suas praias arenosas onde habitam as tartarugas-de-couro (leatherback). Possui aeroporto, mercado e se encontra no parque nacional de Mayumba.